# Louis Hasselmans

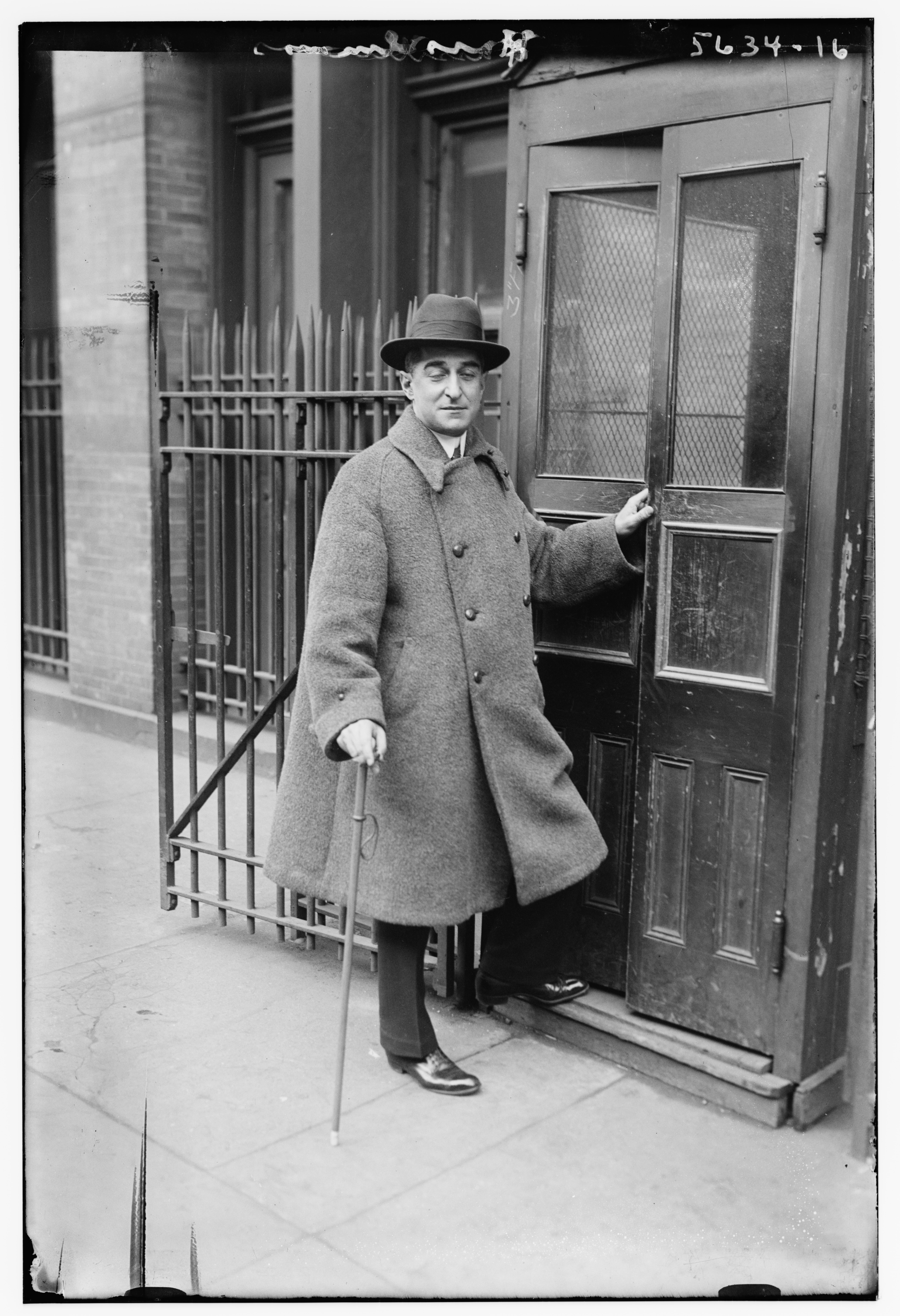
Louis Hasselmans

Louis Hasselmans (Parijs, 25 juli 1878 - San Juan, Puerto Rico, 27 december 1957) was een Frans cellist en dirigent.

## Leven
Louis was zoon van Alphonse Hasselmans, harpist van Belgische origine. Louis studeerde cello bij Jules Desart aan het Conservatoire de Paris. hij behaalde er een Premier prix in 1893. Hij werkte samen met Albert Lavignac, Benjamin Godard en Jules Massenet.
Tussen 1904 en 1909 maakte hij deel uit van het strijkkwartet Quatuor Capet. Hij maakt zijn debuut als dirigent met het Orchestre des Concerts Lamoureux. Hij dirigeert vervolgens aan het Opéra-Comique (1909-1911 en 1919-1922), aan de Opera van Montréal, bij de Concerts classiques in Marseille (1911-1913) en aan de Civic Opera van Chicago (1918-1919). Op advies van Camille Saint-Saëns werd Hasselmans aangetrokken door Fernand Castelbon de Beauxhostes om Parysatis en Héliogabale te dirigeren in het Théâtre des Arènes in Béziers in 1902 en 1910. Van 1921 tot 1936 dirigeerde Hasselmans de Metropolitan Opera in New York. Hij was docent van 1936 tot 1948 aan de muziekschool van de Universiteit van Louisiana.
Gabriel Fauré droeg zijn eerste cellosonate op aan Louis Hasselmans. Hasselmans' eerste vrouw was Henriette Copillet (1876-1952) met wie hij drie kinderen kreeg, Henri (1900-1972), Colette (1903-1978) en Simone (1904-2000). Na een scheiding hertrouwde hij met Frances Stephens (geboren ca. 1890) van wij hij scheidde om rond 1920 te trouwen met de Amerikaanse mezzo-sopraan Minnie Egener (1881–1938).
- Bibliothèque nationale de France: cb148027982 (data)
- Gemeinsame Normdatei: 13551942X
- International Standard Name Identifier: 0000 0000 5888 003X
- Library of Congress Control Number: no99039400
- MusicBrainz: 8d72c3a9-1fca-481b-8fdf-424fb5bca0e3
- Nationale Bibliotheek van Israël: 987007324650005171
- Virtual International Authority File: 51323235
- WorldCat: E39PBJx4jVh49Tq4vcdf449hpP